# 파리 분지

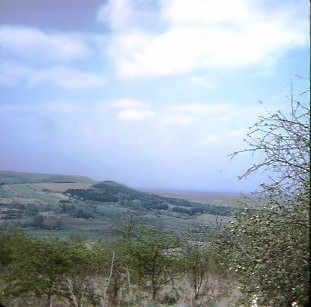
파리 분지

파리 분지(프랑스어: Bassin parisien)는 센강과 루아르강 유역에 전개되는 프랑스 최대의 평야이다. 동서 약 400km, 남북 350km인데, 이 대분지에서는 안으로는 완만한 사면을 이루고 밖으로는 가파른 벼랑을 이루는 케스타 지형을 볼 수 있다. 분지를 중심으로 하는 지역은 일드프랑스라고 불리며 수도 파리를 지나는 프랑스의 심장부이기도 하다.

## 같이 보기
- 지질 시대